# Christopher Lloyd
Christopher Allen Lloyd (Stamford (Connecticut), 22 oktober 1938) is een Amerikaans musical-, televisie- en filmacteur. Hij won voor zijn bijrol in de televisieserie Taxi zowel in 1982 als in 1983 een Emmy Award en een derde Emmy voor de dramaserie Road to Avonlea. Als filmacteur is hij vooral bekend als Dr. Emmett Brown uit de Back to the Future–trilogie. Verder werkt hij als stemacteur.

## Biografie

### Jonge jaren
Lloyd werd geboren in Stamford, Connecticut, als zoon van advocaat Samuel R. Lloyd en diens vrouw Ruth, die als zangeres werkte. Zijn grootvader aan moeders kant, Lewis Lapham, was een van de oprichters van Texaco.
Lloyd studeerde aan de Fessenden School in Newton, Massachusetts. Nadien verhuisde hij met zijn familie naar Westport, waar hij in 1958 afstudeerde aan de Staples High School.

### Carrière
Lloyd begon op zijn veertiende. Op zijn negentiende nam hij acteerlessen in New York. Daarna speelde hij jaren op Broadway in musicals, waaronder Happy End, A Midsummer Night's Dream, Red, White and Maddox, Kaspar, The Harlot and the Hunted, The Seagull, Total Eclipse, Macbeth, In the Boom Boom Room, Cracks, Professional Resident Company, What Every Woman Knows, As They Put Handcuffs on the Flowers, The Father, King Lear en Power Failure.
Zijn eerste grote filmrol was die van een patiënt in een psychiatrische instelling in One Flew Over the Cuckoo's Nest (1975, van Miloš Forman, met Jack Nicholson en Danny DeVito). Daarna speelde hij in talrijke series en films, waaronder de sitcom Taxi (1978-1983, met Danny DeVito) en de Back to the Future reeks (1985, 1989, 1990, van Robert Zemeckis, met Michael J. Fox), waarin hij Doc Brown speelt.
Als stemacteur is hij te horen in videospellen als Toonstruck en Back to the Future: The Game.

### Persoonlijk leven
Lloyd verschijnt maar zelden in het openbaar en geeft vrijwel geen interviews. Enkele van zijn beste vrienden en collega’s omschrijven hem als een verlegen en teruggetrokken man.
Lloyd is in zijn leven vijfmaal getrouwd. Al zijn huwelijken bleven kinderloos.

## Filmografie

### Film
- Nobody 2 (2025)
- The Tender Bar (2021)
- Senior Moment (2021)
- Nobody (2021)
- Going in Style  (2017)
- I Am Not A Serial Killer (2016)
- LEGO Dimensions (2015, stem)
- Piranha 3DD (2012)
- Piranha 3-D (2010)
- Meteor (2009)
- Call of the Wild (2009)
- Santa Buddies (2009)
- The Tale of Despereaux (2008, stem)
- Fly Me to the Moon (2008, stem)
- Flakes (2007)
- Enfants terribles (2005)
- Here Comes Peter Cottontail: The Movie (2005)
- Bad Girls from Valley High (2005)
- Admissions (2004)
- Interstate 60 (2002)
- Man on the Moon (1999)
- My Favorite Martian (1999)
- Alice in Wonderland (1999)
- Baby Geniuses (1999)
- Quicksilver Highway (1997)
- Anastasia (1997)
- Cadillac Ranch (1996)
- Things to Do in Denver When You're Dead (1995)
- Angels in the Outfield (1994)
- The Pagemaster (1994)
- Camp Nowhere (1994)
- Dennis the Menace (1993)
- Twenty Bucks (1993)
- Addams Family Values (1993)
- Suburban Commando (1991)
- The Addams Family (1991)
- Back to the Future Part III (1990)
- DuckTales the Movie: Treasure of the Lost Lamp (1990)
- The Dream Team (1989)
- Back to the Future Part II (1989)
- Who Framed Roger Rabbit (1988)
- Walk Like a Man (1987)
- Back to the Future (1985)
- Clue (1985)
- Star Trek III: The Search for Spock (1984)
- The Adventures of Buckaroo Banzai Across the 8th Dimension (1984)
- One Flew Over the Cuckoo's Nest (1975)

### Televisieseries
*Exclusief eenmalige gastrollen
- Clubhouse (2004, twaalf afleveringen)
- I Dream (2004, vier afleveringen)
- Tremors (2003)
- Cyberchase (2002, 32 afleveringen)
- Deadly Games (1995-1997, dertien afleveringen)
- Taxi (1978-83, 84 afleveringen)
- NCIS (seizoen 17)
- Expedition Back To The Future (2021, vierdelige mini serie) als Doc Emmet L. Brown en als zichzelf als co-host naast Josh Gates.
- The Mandalorian (2023, seizoen 3)
- Wednesday (2025, 2 afleveringen)